# Voskopojë
Voskopojë là một xã trong quận Korçë thuộc hạt Korçë, Albania. Dân số năm 2005 là 2218 người.